# Sportgemeinschaft 09 Wattenscheid 1979-1980
Questa voce raccoglie le informazioni riguardanti la Sportgemeinschaft 09 Wattenscheid nelle competizioni ufficiali della stagione 1979-1980.

## Stagione
Nella stagione 1979-1980 il Wattenscheid, allenato da Hubert Schieth, concluse il campionato di 2. Bundesliga al 5º posto. In Coppa di Germania il Wattenscheid fu eliminato al secondo turno dallo Stoccarda.

## Rosa
| N. |                     | Ruolo | Calciatore         |
| -- | ------------------- | ----- | ------------------ |
|    | Germania (bandiera) | P     | Manfred Behrendt   |
|    | Germania (bandiera) | P     | Rolf Brandt        |
|    | Germania (bandiera) | D     | Michael Jakobs     |
|    | Germania (bandiera) | D     | Rudi Klimke        |
|    | Germania (bandiera) | D     | Burkhard Steiner   |
|    | Germania (bandiera) | D     | Hans-Jürgen Zimmer |
|    | Croazia (bandiera)  | D     | Ivan Žugčić        |
|    | Germania (bandiera) | D     | Helmut Zyla        |
|    | Germania (bandiera) | C     | Karl Gerban        |
|    | Germania (bandiera) | C     | Jürgen Hünerlage   |

| N. |                     | Ruolo | Calciatore       |
| -- | ------------------- | ----- | ---------------- |
|    | Germania (bandiera) | C     | Detlev Kudella   |
|    | Germania (bandiera) | C     | Thomas Ludwig    |
|    | Germania (bandiera) | C     | Wolfgang Patzke  |
|    | Germania (bandiera) | C     | Helmut Reiners   |
|    | Germania (bandiera) | C     | Günter Tinnefeld |
|    | Germania (bandiera) | A     | Gerhard Drews    |
|    | Germania (bandiera) | A     | Ewald Hammes     |
|    | Germania (bandiera) | A     | Peter Kunkel     |
|    | Germania (bandiera) | A     | Ralf Schaffeld   |
|    | Germania (bandiera) | A     | Wolfgang Schmitt |

## Organigramma societario
Area tecnica
- Allenatore: Hubert Schieth
- Allenatore in seconda:
- Preparatore dei portieri:
- Preparatori atletici:

## Calciomercato

### Sessione estiva
| Acquisti | Acquisti        | Acquisti        | Acquisti |
| R.       | Nome            | da              | Modalità |
| -------- | --------------- | --------------- | -------- |
| C        | Wolfgang Patzke | Rot-Weiss Essen |          |

| Cessioni | Cessioni    | Cessioni  | Cessioni |
| R.       | Nome        | a         | Modalità |
| -------- | ----------- | --------- | -------- |
| A        | Peter Wloka | Wuppertal |          |

### Sessione invernale
| Acquisti | Acquisti | Acquisti | Acquisti |
| R.       | Nome     | da       | Modalità |
| -------- | -------- | -------- | -------- |

| Cessioni | Cessioni | Cessioni | Cessioni |
| R.       | Nome     | a        | Modalità |
| -------- | -------- | -------- | -------- |

## Risultati

### 2. Bundesliga

#### Girone di andata
| Arbitro: | Pauly |

|            |           |  |
| Hammes 73’ | Marcatori |  |

| Arbitro: | Kasperowski |

|                                            |           |  |
| Schuster 38’ Stegmayer 41’, 58’ Linßen 89’ | Marcatori |  |

| Arbitro: | Redelfs |

|                                            |           |  |
| Mill 2’, 49’ Diemand 8’ Meininger 14’, 27’ | Marcatori |  |

| Arbitro: | Kohnen |

|                         |           |             |
| Schmitt 13’, 30’ (rig.) | Marcatori | 45’ Spazier |

| Bremerhaven 22 agosto 1979 5ª giornata | Bremerhaven | 0 – 0 referto | Wattenscheid 09 | Nordsee-Stadion (3 500 spett.)\| Arbitro: \| Zittrich \| |
| Arbitro:                               | Zittrich    |               |                 |                                                          |

| Arbitro: | Assenmacher |

|                                          |           |  |
| Kunkel 37’ Hammes 46’, 52’, 89’ Zyla 84’ | Marcatori |  |

| Wuppertal 8 settembre 1979 7ª giornata | Wuppertal | 0 – 0 referto | Wattenscheid 09 | Stadion am Zoo (1 900 spett.)\| Arbitro: \| Schön \| |
| Arbitro:                               | Schön     |               |                 |                                                      |

| Arbitro: | Filipiak |

|                                   |           |               |
| Zimmer 51’ Reiners 59’ Hammes 87’ | Marcatori | 30’ Wendlandt |

| Arbitro: | Eggers |

|                     |           |                      |
| Behrends 28’ (rig.) | Marcatori | 2’ Hammes 48’ Kunkel |

| Arbitro: | Kautschor |

|                                 |           |         |
| Drews 4’ Hammes 20’ Reiners 64’ | Marcatori | 12’ Elm |

| Arbitro: | Kespohl |

|  |           |                       |
|  | Marcatori | 21’ Reiners 90’ Drews |

| Arbitro: | Rieb |

|                               |           |                                                          |
| Schmitt 72’ (rig.) Jakobs 79’ | Marcatori | 6’ (aut.) Jakobs 56’ Schock 60’ Sackewitz 65’ Eilenfeldt |

| Arbitro: | Pauly |

|                                   |           |  |
| Sinnigen 27’, 32’ (rig.) Kehr 84’ | Marcatori |  |

| Arbitro: | Hennig |

|                                                              |           |  |
| Patzke 20’ Reiners 24’, 43’ Jakobs 45’ Hammes 56’ Kunkel 80’ | Marcatori |  |

| Arbitro: | Kohnen |

|               |           |               |
| Schilling 81’ | Marcatori | 58’ Tinnefeld |

| Arbitro: | Roth |

|            |           |  |
| Hammes 69’ | Marcatori |  |

| Arbitro: | Horeis |

|                                             |           |             |
| Füllborn 11’ Kaczor 30’ Fuchs 42’ Angel 84’ | Marcatori | 65’ Reiners |

| Arbitro: | Kasperowski |

|                                  |           |  |
| Hammes 30’ Patzke 34’ Kunkel 83’ | Marcatori |  |

| Arbitro: | Gathmann |

|                                 |           |                   |
| Petković 49’, 86’ Lopatenko 75’ | Marcatori | 82’ (rig.) Kunkel |

#### Girone di ritorno
| Colonia 20 gennaio 1980 20ª giornata | Viktoria Colonia | 0 – 0 referto | Wattenscheid 09 | Sportpark Höhenberg (3 500 spett.)\| Arbitro: \| Nolte \| |
| Arbitro:                             | Nolte            |               |                 |                                                           |

| Arbitro: | Horstmann |

|  |           |                        |
|  | Marcatori | 43’ Linßen 85’ Jürgens |

| Arbitro: | Gabriel |

|             |           |            |
| Kudella 51’ | Marcatori | 26’ Sekula |

| Arbitro: | Assenmacher |

|                                          |           |                                      |
| Kudella 17’ (aut.) Bittner 41’ Korte 79’ | Marcatori | 13’ Kunkel 30’ Hünerlage 90’ Kudella |

| Arbitro: | Burgers |

|                                   |           |  |
| Hammes 11’, 64’ Freund 57’ (aut.) | Marcatori |  |

| Arbitro: | Kasperowski |

|              |           |            |
| Krumbein 28’ | Marcatori | 45’ Patzke |

| Arbitro: | Vordanz |

|                                         |           |          |
| Kunkel 2’, 6’ (rig.), 84’ Hünerlage 78’ | Marcatori | 52’ Koch |

| Arbitro: | Kopka |

|                    |           |            |
| Jochimiak 30’, 75’ | Marcatori | 11’ Kunkel |

| Arbitro: | Wuttke |

|                                       |           |  |
| Kunkel 26’, 29’ Jakobs 43’ Hammes 58’ | Marcatori |  |

| Arbitro: | Prinz |

|                     |           |                      |
| Lenz 29’ Kremer 43’ | Marcatori | 74’ Drews 80’ Kunkel |

| Arbitro: | Filipiak |

|                           |           |                  |
| Hammes 9’, 26’ Jakobs 55’ | Marcatori | 42’ (rig.) Keese |

| Arbitro: | Glasneck |

|                                                |           |  |
| Eilenfeldt 33’, 63’ Schock 62’, 80’ Weidle 75’ | Marcatori |  |

| Arbitro: | Horstmann |

|             |           |            |
| Reiners 71’ | Marcatori | 21’ Stradt |

| Arbitro: | Mölm |

|                |           |            |
| Olaidotter 45’ | Marcatori | 44’ Kunkel |

| Arbitro: | Eschweiler |

|                                      |           |                      |
| Hammes 2’, 79’ Kunkel 30’ Patzke 77’ | Marcatori | 11’, 37’ Stolzenburg |

| Arbitro: | Rieb |

|           |           |            |
| Halbe 36’ | Marcatori | 72’ Jakobs |

| Arbitro: | Eschenbach |

|                                                           |           |                            |
| Drews 14’ Jakobs 31’ Kunkel 43’ (rig.), 48’ Schaffeld 58’ | Marcatori | 11’, 72’ Mense 70’ Hintzen |

| Arbitro: | Lins |

|            |           |                                 |
| Mertes 50’ | Marcatori | 41’ Drews 64’ Kunkel 80’ Hammes |

| Arbitro: | Zittrich |

|                              |           |                       |
| Reiners 3’ Zimmer 21’ (rig.) | Marcatori | 29’ Bergter 59’ Alfes |

### Coppa di Germania
| Arbitro: | Wuttke |

|                     |           |            |
| Drews 9’ Hammes 69’ | Marcatori | 82’ Kemper |

| Arbitro: | Röder |

|                                                                                             |           |                        |
| Klotz 2’, 28’, 50’ Volkert 5’, 43’ (rig.) Förster 7’ Ohlicher 8’, 65’ Martin 41’ Müller 89’ | Marcatori | 37’ Hammes 72’ Reiners |

## Statistiche

### Statistiche di squadra
| Competizione      | Punti | In casa | In casa | In casa | In casa | In casa | In casa | In trasferta | In trasferta | In trasferta | In trasferta | In trasferta | In trasferta | Totale | Totale | Totale | Totale | Totale | Totale | DR  |
| Competizione      | Punti | G       | V       | N       | P       | Gf      | Gs      | G            | V            | N            | P            | Gf           | Gs           | G      | V      | N      | P      | Gf     | Gs     | DR  |
| ----------------- | ----- | ------- | ------- | ------- | ------- | ------- | ------- | ------------ | ------------ | ------------ | ------------ | ------------ | ------------ | ------ | ------ | ------ | ------ | ------ | ------ | --- |
| 2. Bundesliga     | 46    | 19      | 14      | 3       | 2       | 53      | 20      | 19           | 3            | 9            | 7            | 19           | 37           | 38     | 17     | 12     | 9      | 72     | 57     | +15 |
| Coppa di Germania | -     | 1       | 1       | 0       | 0       | 2       | 1       | 1            | 0            | 0            | 1            | 2            | 10           | 2      | 1      | 0      | 1      | 4      | 11     | -7  |
| Totale            | 46    | 20      | 15      | 3       | 2       | 55      | 21      | 20           | 3            | 9            | 8            | 21           | 47           | 40     | 18     | 12     | 10     | 76     | 68     | +8  |

### Andamento in campionato
| Giornata  | 1 | 2  | 3  | 4  | 5  | 6 | 7  | 8 | 9 | 10 | 11 | 12 | 13 | 14 | 15 | 16 | 17 | 18 | 19 | 20 | 21 | 22 | 23 | 24 | 25 | 26 | 27 | 28 | 29 | 30 | 31 | 32 | 33 | 34 | 35 | 36 | 37 | 38 |
| --------- | - | -- | -- | -- | -- | - | -- | - | - | -- | -- | -- | -- | -- | -- | -- | -- | -- | -- | -- | -- | -- | -- | -- | -- | -- | -- | -- | -- | -- | -- | -- | -- | -- | -- | -- | -- | -- |
| Luogo     | C | T  | T  | C  | T  | C | T  | C | T | C  | T  | C  | T  | C  | T  | C  | T  | C  | T  | T  | C  | C  | T  | C  | T  | C  | T  | C  | T  | C  | T  | C  | T  | C  | T  | C  | T  | C  |
| Risultato | V | P  | P  | V  | N  | V | N  | V | V | V  | V  | P  | P  | V  | N  | V  | P  | V  | P  | N  | P  | N  | N  | V  | N  | V  | P  | V  | N  | V  | P  | N  | N  | V  | N  | V  | V  | N  |
| Posizione | 7 | 13 | 16 | 12 | 12 | 8 | 12 | 8 | 4 | 4  | 3  | 5  | 5  | 5  | 6  | 6  | 6  | 6  | 6  | 6  | 7  | 7  | 8  | 7  | 6  | 6  | 6  | 6  | 6  | 6  | 6  | 6  | 6  | 6  | 6  | 5  | 5  | 5  |

Legenda:

Luogo: C = Casa; T = Trasferta. Risultato: V = Vittoria; N = Pareggio; P = Sconfitta.

### Statistiche dei giocatori
| Giocatore    | 2. Bundesliga | 2. Bundesliga | 2. Bundesliga | 2. Bundesliga | Coppa di Germania | Coppa di Germania | Coppa di Germania | Coppa di Germania | Totale   | Totale | Totale      | Totale     |
| Giocatore    | Presenze      | Reti          | Ammonizioni   | Espulsioni    | Presenze          | Reti              | Ammonizioni       | Espulsioni        | Presenze | Reti   | Ammonizioni | Espulsioni |
| ------------ | ------------- | ------------- | ------------- | ------------- | ----------------- | ----------------- | ----------------- | ----------------- | -------- | ------ | ----------- | ---------- |
| M. Behrendt  | 23            | 0             | 0             | 0             | 0                 | 0                 | 0                 | 0                 | 23       | 0      | 0           | 0          |
| R. Brandt    | 16            | 0             | 1             | 0             | 2                 | 0                 | 0                 | 0                 | 18       | 0      | 1           | 0          |
| G. Drews     | 26            | 5             | 1             | 0             | 1                 | 1                 | 0                 | 0                 | 27       | 6      | 1           | 0          |
| K. Gerban    | 3             | 0             | 0             | 0             | 0                 | 0                 | 0                 | 0                 | 3        | 0      | 0           | 0          |
| E. Hammes    | 35            | 18            | 8             | 0             | 2                 | 2                 | 1                 | 0                 | 37       | 20     | 9           | 0          |
| J. Hünerlage | 17            | 2             | 3             | 0             | 2                 | 0                 | 0                 | 0                 | 19       | 2      | 3           | 0          |
| M. Jakobs    | 37            | 6             | 4             | 0             | 2                 | 0                 | 0                 | 0                 | 39       | 6      | 4           | 0          |
| R. Klimke    | 29            | 0             | 2             | 0             | 1                 | 0                 | 0                 | 0                 | 30       | 0      | 2           | 0          |
| D. Kudella   | 30            | 2             | 2             | 0             | 1                 | 0                 | 0                 | 0                 | 31       | 2      | 2           | 0          |
| P. Kunkel    | 34            | 18            | 5             | 0             | 2                 | 0                 | 0                 | 0                 | 36       | 18     | 5           | 0          |
| T. Ludwig    | 1             | 0             | 0             | 0             | 0                 | 0                 | 0                 | 0                 | 1        | 0      | 0           | 0          |
| W. Patzke    | 33            | 4             | 2             | 0             | 2                 | 0                 | 0                 | 0                 | 35       | 4      | 2           | 0          |
| H. Reiners   | 33            | 8             | 2             | 0             | 2                 | 1                 | 0                 | 0                 | 35       | 9      | 2           | 0          |
| R. Schaffeld | 12            | 1             | 0             | 0             | 0                 | 0                 | 0                 | 0                 | 12       | 1      | 0           | 0          |
| W. Schmitt   | 12            | 3             | 1             | 0             | 1                 | 0                 | 0                 | 0                 | 13       | 3      | 1           | 0          |
| B. Steiner   | 17            | 0             | 3             | 0             | 1                 | 0                 | 0                 | 0                 | 18       | 0      | 3           | 0          |
| G. Tinnefeld | 29            | 1             | 5             | 0             | 2                 | 0                 | 0                 | 0                 | 31       | 1      | 5           | 0          |
| H. Zimmer    | 33            | 2             | 1             | 0             | 1                 | 0                 | 0                 | 0                 | 34       | 2      | 1           | 0          |
| H. Zyla      | 34            | 1             | 5             | 0             | 2                 | 0                 | 0                 | 0                 | 36       | 1      | 5           | 0          |
| I. Žugčić    | 19            | 0             | 1             | 0             | 2                 | 0                 | 0                 | 0                 | 21       | 0      | 1           | 0          |